# Kurt Reumann
Kurt Hinrich Reumann (* 24. September 1934 in Wesselburen, Dithmarschen; † 12. November 2023 in Herrenberg) war ein deutscher Journalist.

## Leben
Nach dem Abitur in Neumünster verdiente Reumann sich beim Holsteinischen Courier mit einem zweijährigen Volontariat Geld für das Studium. In Berlin studierte er an der Freien Universität Publizistik, Germanistik, Kunstgeschichte und Politologie. 1964 promovierte er bei Emil Dovifat, dessen Assistent er 1963 bis 1965 war, über politische Karikaturen. Danach gewann er am Institut für Demoskopie Allensbach bei der Dovifat-Schülerin Elisabeth Noelle-Neumann Einblick in die Meinungsforschung. Er wurde dann am Institut für Publizistik der Universität Mainz wissenschaftlicher Mitarbeiter von Elisabeth Noelle-Neumann.
1970 trat er in die Redaktion der Frankfurter Allgemeinen Zeitung ein. Er war zuständig für Berichte und Kommentare zur Bildungspolitik, insbesondere für die Hochschulen. Ein weiteres Spezialgebiet war die Umfrageforschung samt Wahlanalysen. Zehn Jahre lang gestaltete er die Seite „Jugend schreibt/Zeitung in der Schule“ als verantwortlicher Redakteur (bis Juli 1997). Über dieses Pilotprojekt schrieb er für die Reihe „Texte + Thesen“ des Verlages A. Fromm einen Band unter dem Titel Lesefreuden und Lebenswelten (1992). 
Daneben war Kurt Reumann von 1995 bis 2004 stellvertretender Vorsitzender des Kuratoriums der Hochschule für Musik Franz Liszt Weimar. Seit 2008 war er Mitglied der Akademie gemeinnütziger Wissenschaften zu Erfurt.
Reumann beschäftigte sich ebenfalls intensiv mit der Rechtschreibreform. Er war verheiratet und Vater dreier Kinder. Kurt Reumann starb am 12. November 2023 im Alter von 89 Jahren in Herrenberg.

## Werke (Auswahl)
- Das antithetische Kampfbild. Beiträge zur Bestimmung seines Wesens und seiner Wirkung. Dissertation. FU Berlin, Philosophische Fakultät, Berlin 1964.
- Waffengleichheit in der Gegendarstellung. Duncker & Humblot, Berlin 1971. ISBN 3-428-02517-2.
- Blick ins Innere, Berichte von der akademischen Front. Edition Interfrom, Zürich 1975. ISBN 3-7201-5060-7.
- mit Horst Baier und Hans Mathias Kepplinger (Hrsg.): Öffentliche Meinung und sozialer Wandel. Public Opinion and Social Change. Festschrift für Elisabeth Noelle-Neumann. Westdeutscher Verlag, Opladen 1981.
- mit Horst Baier und Hans Mathias Kepplinger: Öffentliche Meinung und sozialer Wandel. Mit Beiträgen in englischer Sprache. VS Verlag für Sozialwissenschaften, 1982. ISBN 3-531-11533-2.
- (Hrsg.): Jugend heute: Aufbruch oder Aufstand? Essener Universitäts-Symposium. Hanns-Martin-Schleyer-Stiftung. Referate und Diskussionsbeiträge. Bachem, Köln 1982. ISBN 3-7616-0648-6.
- Gibt es den Fallbeil-Effekt für die kleinen Parteien? Zum Streit um die Veröffentlichung von Umfrage-Ergebnissen vor Wahlen. In: Frankfurter Allgemeine Zeitung vom 9. März 1983.
- Lesefreuden und Lebenswelten. Verlag A. Fromm, Osnabrück 1992. ISBN 3-7201-5244-8.
- Wider das tödliche Amüsement. Schulen und Zeitungen sind Verbündete: Aufruf zu einer Verteidigung der Lesekultur. In: FAZ. vom 28. September 1992, S. 14.
- Die Kultusminister gehen nicht unter. In: Sekretariat der Ständigen Konferenz der Kultusminister der Länder in der Bundesrepublik Deutschland (Hrsg.): Einheit in der Vielfalt: 50 Jahre Kultusministerkonferenz 1948–1998. Luchterhand, Neuwied, Kriftel u. Berlin 1998. ISBN 3-472-02952-8.
- Frankfurter Allgemeine Zeitung für Deutschland (Hrsg.): Die Reform als Diktat. Zur Auseinandersetzung über die deutsche Rechtschreibung. Frankfurter Allgemeine Zeitung, Frankfurt am Main 2000. [Enthält 17 Artikel Reumanns zur Rechtschreibreform.]
- mit Thomas Petersen (Hrsg.): Nirgends scheint der Mond so hell wie über Berlin. Antisemitismus und die Schwächen unserer Gesprächskultur. Herbert von Haalem Verlag, Köln 2021. ISBN 3-86962600-3.
- Die Geschichte der deutschen Nationalhymne. Frank & Timme, Berlin 2024, ISBN 978-3-7329-1041-0.